# Christopher Myngs
Christopher Myngs (1625 - 1666) was een Britse admiraal en piraat, stamde uit een familie uit Norfolk. Het verhaal dat Samuel Pepys schrijft over zijn bescheiden afkomst, om zijn kennelijke populariteit te verklaren, schijnt niet echt te kloppen. Zijn naam wordt vaak geschreven als Mings.
Het is waarschijnlijk dat hij al een ervaren zeevaarder was voor 1648. Zijn naam verschijnt voor het eerst prominent als hij kapitein is van de Elisabeth. Hij verovert dan een Nederlands konvooi met twee oorlogsschepen tijdens de Eerste Engelse Zeeoorlog en brengt ze binnen als prijzen. Tussen 1653 en 1655 is hij nog steeds commandant van de Elisabeth en wordt hij bijzonder geprezen door zijn superieuren.
In 1655 wordt hij benoemd op het fregat Marston Moor, waar de bemanning tekenen van muiterij vertoont. Zijn maatregelen zorgen ervoor dat dit in de kiem gesmoord wordt. Hij brengt het schip naar West-Indië en blijft daar jarenlang een actieve kaper, opererend vanuit Jamaica, gedurende de Engels-Spaanse Oorlog.
Door zijn optreden verwerft hij een reputatie van nodeloze wreedheid, omdat hij complete steden verwoest als aanvoerder van hele vloten boekaniers. In 1658 grijpt hij naast een Spaanse Zilvervloot, en in plaats daarvan legt hij dan maar Tolú en Santa Maria in het huidige Colombia in de as; in 1659 plundert hij Cumaná, Puerto Caballos en Coro in wat nu Venezuela is. Door de Spaanse regering werd hij gezien als een gewone piraat en een massamoordenaar, en men protesteerde tevergeefs bij de Britse regering en Oliver Cromwell over zijn gedrag. Het was echter pas toen hij weigerde de opbrengsten te delen met de Engelse gouverneur van Jamaica dat Myngs werd gearresteerd en werd overgebracht naar Engeland in 1660.
Daar vond inmiddels de "Restoration" plaats en de nieuwe regering hield Myngs aan als waardevolle commandant, en stuurde hem in augustus 1662 weer terug naar Jamaica op de Centurion om weer verder te gaan met zijn praktijken, hoewel de oorlog in 1660 beëindigd was. In 1662 besloot Myngs om het volle potentieel van de boekaniers te gebruiken door ze vrije plundering te beloven van alle aan te vallen steden. Dat jaar verslaat hij met een grote groep zeeschuimers het garnizoen van Santiago de Cuba en legt de stad in as. Dit succes trekt velen aan; in februari 1663 was hij aanvoerder van veertien schepen en zo'n 1400 boekaniers, waaronder zulke notoire zeerovers als Henry Morgan en Abraham Blauvelt, en plunderde daarmee San Francisco de Campeche in Mexico. De wreedheden leidden tot een schandaal en Karel II zag zich gedwongen verdere aanvallen te verbieden in april — hoewel in de jaren daarna zulke massale plundertochten hervat zouden worden, als onderdeel van de Engelse strategie de Spaanse positie te ondermijnen door een systematische verwoesting van de regio. Myngs zelf was echter zwaargewond geraakt. In 1664 ging hij terug naar Engeland; daar werd hij in 1665 viceadmiraal gemaakt. Tijdens de Tweede Engelse Zeeoorlog onderscheidde hij zichzelf tijdens de Slag bij Lowestoft en werd in de adelstand verheven.
Hij kwam tijdens de Vierdaagse Zeeslag, ondercommandant van het Eskader van de Groene Vlag, nog op tijd voor de strijd op de laatste dag. Toen zijn smaldeel werd omringd door dat van viceadmiraal Johan de Liefde werd hij tweemaal geraakt door een musketschot door een scherpschutter opererend vanaf de Ridderschap van Holland, De Liefdes vlaggenschip. Het eerste schot trof hem in de wang; het tweede in de linkerschouder. Zijn vlaggenkapitein moest hem dwingen zich te laten behandelen. Kort na terugkomst in Londen overleed hij aan de complicaties, nadat hij nog even leek te herstellen. Myngs was in Engeland een echte volksheld en zijn dood leidde tot spontaan rouwbeklag onder de bevolking.